# 코샤리
코샤리(이집트 아랍어: كشرى)는 이집트의 전통 음식이다. 마카로니와 부순 버미셀리, 스파게티 등의 파스타와 쌀, 렌즈콩을 함께 익힌 요리로, 토마토 소스와 병아리콩, 양파 튀김 등을 토핑해 낸다. 이집트의 국민 음식 가운데 하나로 여겨지며, 흔한 길거리 음식이기도 하다.

## 이름
"코샤리"는 이집트 아랍어 발음이며, 표준 아랍어로는 "쿠샤리(كُشَرِيّ)"라 한다. 정확한 어원은 밝혀지지 않았으나, 남아시아의 쌀과 렌즈콩 요리 이름인 "키치리(खिचड़ी, کھچڑی‬)"에서 유래했다고 추측된다.

## 만들기
양파는 얇게 썰어서 기름에 튀긴다. 양파기름에 부순 버미셀리, 마카로니 등 파스타를 볶다가, 쌀과 불려 둔 렌즈콩을 넣어 함께 볶는다. 이때 다진 마늘에 식초, 레몬 즙, 물, 소금과 후춧가루, 쿠민가루, 깟씨가루 등 향신료를 넣어 만든 다아를 넣기도 한다. 잘 볶아지면 스파게티를 넣고 물을 부어 익힌다. 다 익으면 그릇에 담고, 쿠민가루와 깟씨가루 등을 넣어 만든 토마토 소스, 익힌 병아리콩, 양파 튀김, 다아 등을 곁들여 낸다. 매운 고추 소스를 함께 내기도 한다.

## 같이 보기
- 무잣다라
- 코샤리 혁명